# Jameer Nelson
Jameer Lamar Nelson (Chester, 9 februari 1982) is een voormalig Amerikaans basketbalspeler in de NBA. Nelson kwam 10 seizoenen uit voor Orlando Magic, waar hij als point-guard speelde.
Nelson speelde voor het team van de Saint Joseph's University, voordat hij in 2004 zijn NBA-debuut maakte bij Orlando Magic. In totaal speelde hij 14 seizoenen in de NBA. 
Na zijn carrière als speler werd hij assistent general manager voor de Delaware Blue Coats.